# 茌平南站
茌平南站位于中华人民共和国山东省聊城市茌平区赵西村南侧，是济郑高速铁路上的一座车站，2023年12月8日随济郑高铁山东段开通而投入使用，车站规模为2台4线。车站距茌平县城约9 km。